# 水爆打線
水爆打線（すいばくだせん）は、1950年の松竹ロビンスの打線に付いた愛称。「誘発が誘発を呼ぶ」というところから、当時アメリカで開発中であった水素爆弾になぞらえて命名された。後に西鉄ライオンズ打線の愛称としても使われた（西鉄打線の詳細は流線型打線を参照）。

## 概要
1950年、松竹はセ・パ両リーグ分立初年度に圧倒的な打撃力で98勝35敗4引分（勝率.737）で優勝。98勝は現在でもセ・リーグ記録である。
球団増による投手力の低下、狭い地方球場の使用が多かったこと、いわゆる飛ぶボールである「ラビットボール」の採用により打者有利になっていたこともあり、137試合で日本記録となる908得点をあげ、チーム打率は.287、チーム安打は1417安打、チーム本塁打は179本を数えた。また、盗塁223もリーグ1位であり、機動力も多用した。
特にこの年MVPとなった小鶴誠は130試合の出場で打率.355、51本塁打、161打点、143得点を記録したほか、28盗塁を記録し、当時MLBにも達成者のいなかった日本球界唯一の50本塁打20盗塁を記録。岩本義行は打率.319（7位）、39本塁打、127打点、121得点、34盗塁を記録し、別当薫（毎日）と共に日本プロ野球最初の「3割30本30盗塁」を達成。大岡虎雄も打率.282、34本塁打、109打点、86得点を記録し、クリーンナップ3人がいずれも30本塁打、100打点を達成したのは、セ・リーグでは後に「ニューダイナマイト打線」と呼ばれた1985年の阪神のトリオ（ランディ・バース、掛布雅之、岡田彰布）までなかった（現在でもこの2例だけ）。クリーンナップ以外でも、主に一番を務めた本塁打王獲得経験者の金山次郎が全137試合に出場し、打率.311（9位）、7本塁打、67打点、104得点、74盗塁（1位）と活躍した。
1試合平均得点は6.63点を記録。先述の通り、打者に有利な条件が揃っていたこともあって一概に比較できないが、1985年の阪神の「ニューダイナマイト打線」が5.62点、DH制が採用されている近年のパ・リーグ球団でも2003年のダイエーの「ダイハード打線」が5.87点、2001年の近鉄の「いてまえ打線」が5.50点と比べれば、1950年の松竹打線の得点力が表れている。
翌1951年には39歳の岩本が史上初の1試合4本塁打を記録した。

## 布陣
※太字はリーグトップ
| 打順 | 守備 | 選手     | 打席 | 打率 | 本塁打 | 打点 | 盗塁 | 出塁率 | 長打率 | OPS   | 備考                                              |
| ---- | ---- | -------- | ---- | ---- | ------ | ---- | ---- | ------ | ------ | ----- | ------------------------------------------------- |
| 1    | 二   | 金山次郎 | 右   | .311 | 7      | 67   | 74   | .360   | .424   | .784  | 盗塁王                                            |
| 2    | 三   | 三村勲   | 右   | .265 | 16     | 72   | 13   | .366   | .406   | .772  |                                                   |
| 3    | 中   | 小鶴誠   | 右   | .355 | 51     | 161  | 28   | .450   | .729   | 1.179 | シーズンMVP、本塁打王、打点王、ベストナイン（外） |
| 4    | 右   | 岩本義行 | 右   | .319 | 39     | 127  | 34   | .372   | .583   | .956  | ベストナイン（外）                                |
| 5    | 一   | 大岡虎雄 | 右   | .281 | 34     | 109  | 6    | .346   | .502   | .848  |                                                   |
| 6    | 左   | 吉田和生 | 右   | .261 | 13     | 49   | 2    | .339   | .452   | .791  | 木村と併用                                        |
| 6    | 左   | 木村勉   | 右   | .292 | 3      | 37   | 14   | .346   | .350   | .696  | 吉田と併用                                        |
| 7    | 捕   | 荒川昇治 | 右   | .268 | 3      | 51   | 25   | .373   | .366   | .739  | ベストナイン（捕）                                |
| 8    | 遊   | 宮崎仁郎 | 右   | .273 | 3      | 58   | 17   | .338   | .324   | .662  |                                                   |
| 9    | 投   | 真田重男 | 右   | .314 | 2      | 36   | 2    | .392   | .448   | .839  | 最多勝利、沢村栄治賞、ベストナイン（投）          |